# Wilhelm von Anhalt-Dessau
Wilhelm Waldemar von Anhalt-Dessau (* 29. Mai 1807 in Dessau; † 8. Oktober 1864 in Wien) aus dem Hause der Askanier war ein Prinz von Anhalt-Dessau.

## Leben
Wilhelm war ein Sohn des Erbprinzen Friedrich von Anhalt-Dessau (1769–1814) aus dessen Ehe mit Christiana Amalie (1774–1846), Tochter des Landgrafen Friedrich V. von Hessen-Homburg. Wilhelm erwarb 1832 das Palais Bose in der Dessauer Johannisstraße für 13.500 Taler, das deshalb in Prinz-Wilhelm-Palais umbenannt wurde. In dem Gebäude befand sich später die herzogliche Bibliothek.
Prinz Wilhelm vermählte sich morganatisch am 9. Juli 1840 mit Caroline Emilie (1812–1888), Tochter des Dessauer Hofmusikers Karl Friedrich Klausnitzer, die 1842 zur „Freifrau von Stolzenberg“ erhoben wurde. Unter dem Inkognito eines Barons Stolzenberg lebte Wilhelm später in Wien, wo er und seine Frau zum Freundeskreis von Johann Strauß gehörten.
Wilhelm adoptierte im Jahr 1855 die Tochter seines Bruders Georg Gräfin Helene von Reina (1835–1860), die dadurch zur „Prinzessin von Anhalt“ wurde und sich im selben Jahr mit dem regierenden Fürsten Friedrich Günther von Schwarzburg-Rudolstadt (1793–1867) verheiratete.